# Bustanico
Bustanico (AFI: /buˈstanico/, in corso Bustanicu) è un comune francese di 63 abitanti situato nel dipartimento dell'Alta Corsica nella regione della Corsica.

## Società

### Evoluzione demografica
Abitanti censiti